# هیلر
هیلر (انگلیسی: healer; کره‌ای: 힐러) یک مجموعه تلویزیونی محصول کره جنوبی سال ۲۰۱۴ با بازی جی چانگ ووک و پارک مین یونگ و یو جی ته است. این مجموعه در شبکه کی‌بی‌اس۲ از ۸ دسامبر ۲۰۱۴ تا ۱۰ فوریه ۲۰۱۵، روزهای دوشنبه و سه‌شنبه ساعت ۲۲:۰۰ (کی‌اس‌تی) به روی آنتن رفت. اگر چه این مجموعه ریتینگ متوسط را در کشور خود دریافت کرد اما به همراه بازیگرانش در خارج از کشور به محبوبیت چشمگیری دست یافت.

## خلاصه داستان
هیلر شخصی است که در ازای گرفتن پول هرکاری به جز قتل را انجام می‌دهد. او در این راه به کسی آسیب نمی‌رساند و قیافه اش از دیگران مخفی است. هکری قدرتمند وی را در این راه کمک می‌کند. هیلر زندگی سرد و مرموزی دارد. ماجرا از این‌جا شروع می‌شود که کیم مون هو خبرنگاری معروف از هیلر نمونه ناخن دختری به نام چه یونگ شین که خبرنگار یکی از سایت‌های خبری سرگرمی است را برای آزمایش DNA می‌خواهد. این دختر همبازی کودکی هیلر است. هیلر برای کشف بعضی حقایق وارد زندگی دختر (چه یونگ شین) می‌شود و اتفاقات هیجان انگیز دیگری رخ می‌دهد…

## بازیگران
- جی چانگ ووک در نقش هیلر
- پارک مین یونگ در نقش چه یونگ شین
- یو هو مین در نقش کاراگاه
- یو جی ته در نقش کیم مون هو
- کیم می کیونگ در نقش آجوما (جو مین جا)